# Хайнрих фон Винкел
Хайнрих фон Винкел (на немски: Heinrich von Winkel; † сл. 1140) е първият известен благородник от рода на „господарите на Винкел“, днес част от Оещрих-Винкел, на река Рейн в Рейнгау. Потомците му се наричат „фон Грайфенклау“ и „Грайфенклау фон Фолрадс“.

## Произход
Фамилията Грайфенклау е една от най-старите фамилии в Европа, която служи като „министериали“ при Карл Велики († 814) и е прочута с нейните лозя и правене на вино.
Фамилията Винкел притежава от 850 или 1191 г. каменната „Сива къща“ на река Рейн и живее там до 1330 г. и се нарича „Грайфенклау“. На два километра над Винкел през 13 век се построява дворецът Фолрадс. След това в „Сивата къща“ живеят работещите в дворец Фолрадс.
Негови потомци са рицар Фридрих фон Грайфенклау (1401 – 1459/1462), господар на Фолрадс и като вдовец францисканец, и Рихард фон Грайфенклау цу Фолрадс, архиепископ и курфюрст на Трир (1511 – 1531).

## Фамилия
Хайнрих фон Винкел се жени за фон Хепенхефт и има двама сина:
- Ембрихо фон Винкел († сл. 1167), женен за Хебела и има три сина:
  - Ембрихо рицар фон Винкел, наричан Грайфенклау († сл. 1226), баща на
    - Ембрихо Грифенклаве фон Ланек († сл. 1244)
    - Конрадин фон Винкел, наричан Грифенклаве († сл. 1244)

- - Рутхард фон Винкел († сл. 1211)
  - Хайнрих фон Винкел, наричан Грайфенклау († сл. 1227), син му
    - Ембрихо, наричан Грайфенклау († сл. 1244/сл. 1271) се жени за Алверадис де Везебаден († сл. 1263), син им
      - Фридрикус диктус Грифенклау († пр. 1297) е женен за Кунегундис Юде († сл. 1297), дъщеря им
        - фон Винкел се омъжва за Конрад цум Фолрадс († пр. 1306), син им
          - Фридрих Грифенклауве цум Фолрадес, рицар († 21 април 1351) се жени за Катарина фон Щайн-Каленфелс († сл. 1339)
            - Фридрих фон Грайфенклау-Епелборн († ок. 1419) се жени 1390 г. за наследничката Ирмгард фон Ипелбрун († 1425), син им
              - Фридрих фон Грайфенклау, рицар, господар на Фолрадес († сл. 1368/сл. 1378) се жени за Изенгард фон Монфор († 1362), син им
                - Фридрих фон Грайфенклау-Фолрадс (* 8 март 1401; † 1459/1462), рицар, господар на Фолрадс, като вдовец францисканец, женен 1418 г. за Алайд фон Лангенау († ок. 1453)
- Хайнрих фон Винкел († сл. 1140)